# Golan Pollack
Golan Pollack –en hebreo, גולן פולק– (Tel Aviv, 10 de septiembre de 1991) es un deportista israelí que compite en judo. Ganó una medalla de bronce en el Campeonato Mundial de Judo de 2015, en la categoría de –66 kg.

## Palmarés internacional
| Campeonato Mundial | Campeonato Mundial   | Campeonato Mundial | Campeonato Mundial |
| Año                | Lugar                | Medalla            | Categoría          |
| ------------------ | -------------------- | ------------------ | ------------------ |
| 2015               | Astaná ( Kazajistán) | Medalla de bronce  | –66 kg             |